# Pihasoittajat

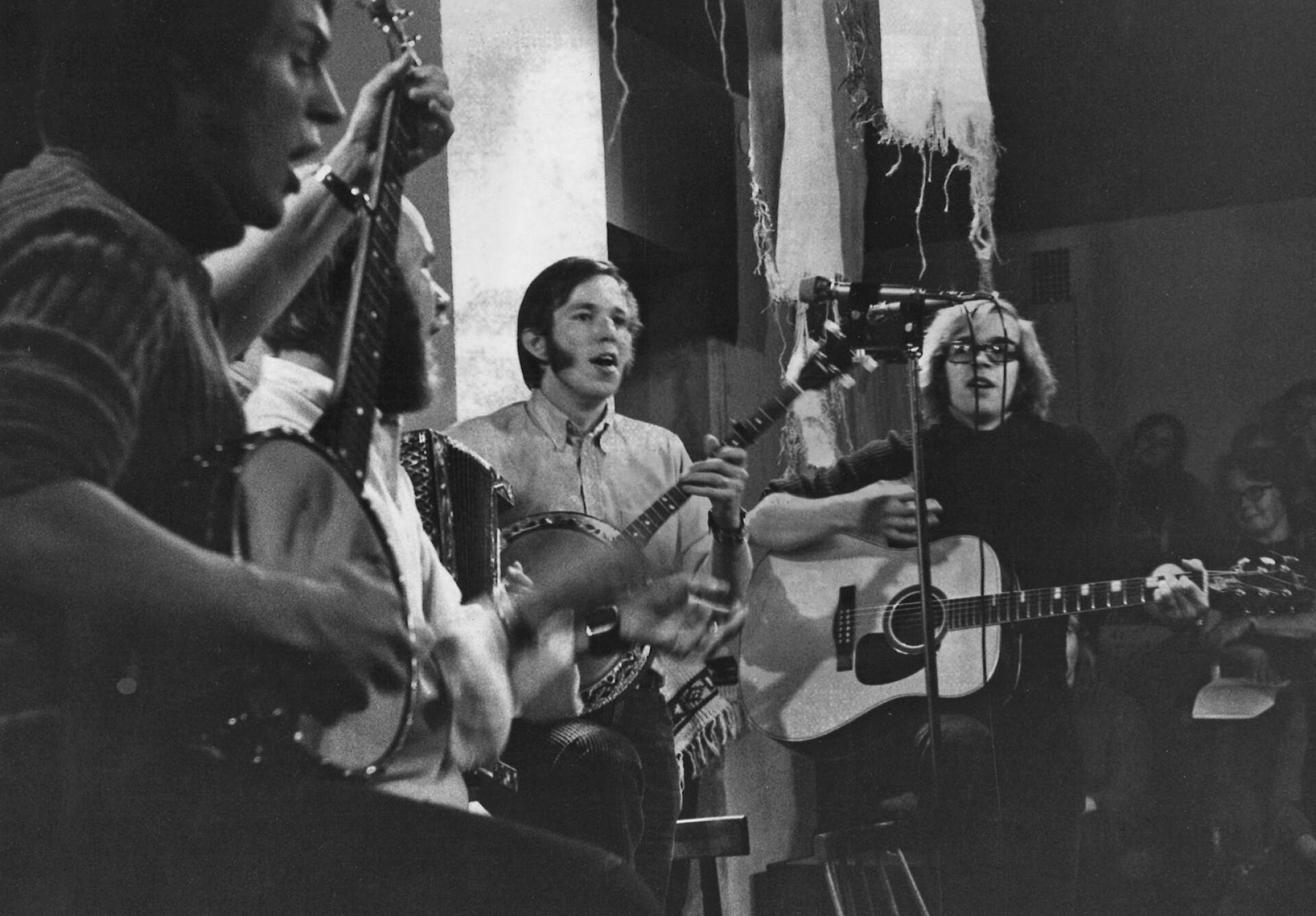
Imagem da banda Pihasoittajat.

Pihasoittajat (de 1969 a 1975)  foram uma banda folk finlandesa com influências da música pop. 
Em Festival Eurovisão da Canção 1975 com a canção "Old-man fiddle", que terminou em sétimo lugar. Os membros da banda que participaram no Festival foram: Arja Karlsson, Hannu Karlsson, Seppo Sillanpää, Harry Lindahl, Kim Kuusi e Hendrik Bergendahl.
Pihasoittajat regressou 20 anos depois. Depois de terem participado em vários concertos a banda terminou novamente com a morte de Hannu Karlsson em 2000